# Музей на набережной Бранли – Жак-Ширак
Музей на набережной Бранли́ (фр. Le musée du quai Branly) — один из музеев в столице Франции городе Париже. Музей собрал в своей коллекции образцы традиционного («примитивного») искусства народов Африки, Азии, Океании и Америки. Носит имя Жака Ширака.

## История

Musée du Quai Branly

Создан по инициативе президента Франции Жака Ширака, официальное открытие в столице Франции состоялось 20 июня 2006 года, а 23 июня 2006 года музей открыл двери для посетителей. Музею, чьё создание от замысла до завершения строительства длилось 10 лет, изначально дали простое топографическое название — Музей на набережной Бранли. Через 10 лет после открытия по инициативе организационной группы к названию музея добавили имя Жака Ширака. Таким образом теперь полное название музея — Музей на набережной Бранли — Жак-Ширак.
Проект строительства музея был реализован известным французским архитектором Жаном Нувелем.
Набережная Бранли находится в VII округе Парижа, на левом берегу реки Сены, у подножия Эйфелевой башни. По соседству находится Токийский дворец, а в пешей доступности Лувр, Музей Орсе, Большой и Малый дворцы.
Музей позиционирует себя как новаторское культурное учреждение: одновременно музей, образовательно-просветительский и научный центр, а также нечто вроде клуба, где проводятся общественные мероприятия. На сайте музея есть возможность совершить и виртуальное путешествие по залам.
В фондах музея собраны 300 тысяч предметов искусства, но в центральном музейном здании выставлены лишь 3500 экспонатов, которые расположены по географическому принципу: Африка, Азия, Океания и Америка.
Эмблемой музея является «Ла-Чупикуаро», полихромная женская фигурка высотой 31 см из обожжённой глины, представляющая доколумбову культуру Чупикуаро.

## Галерея

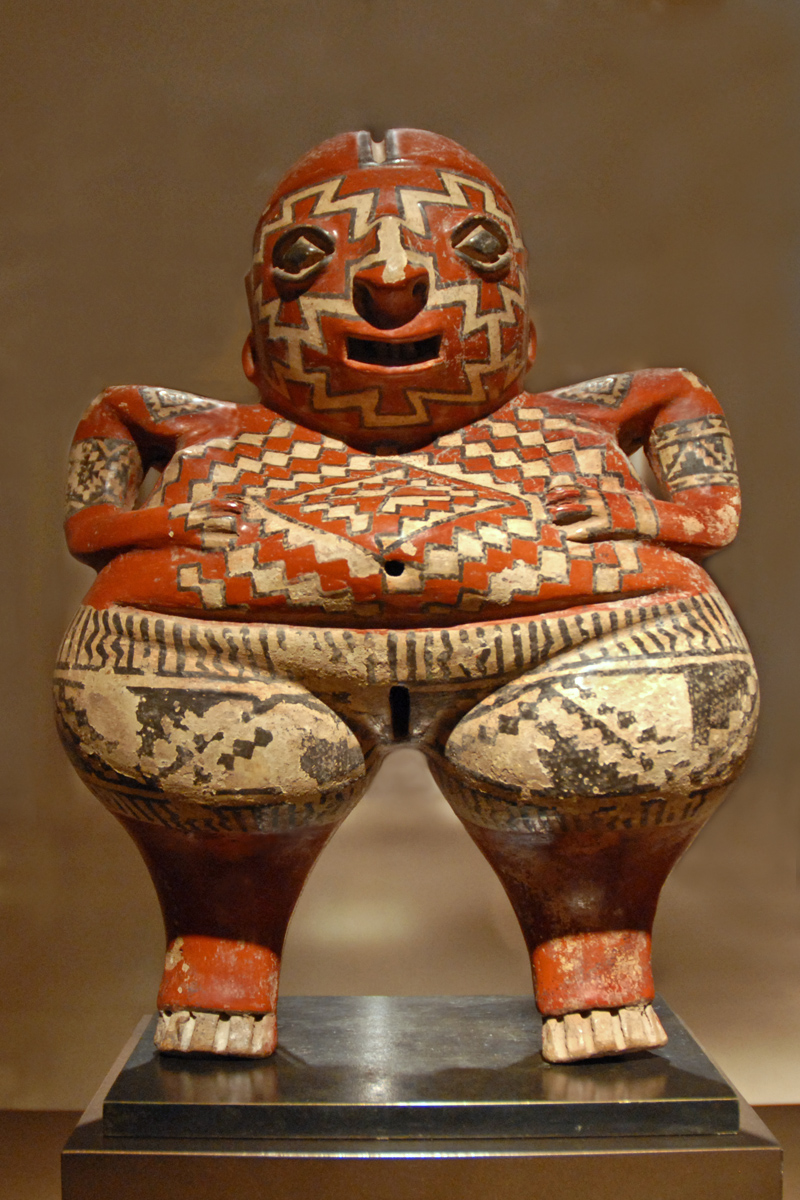
Эмблема музея - «Ла-Чупикуаро», 600 - 200 годы до н.э. Месоамерика
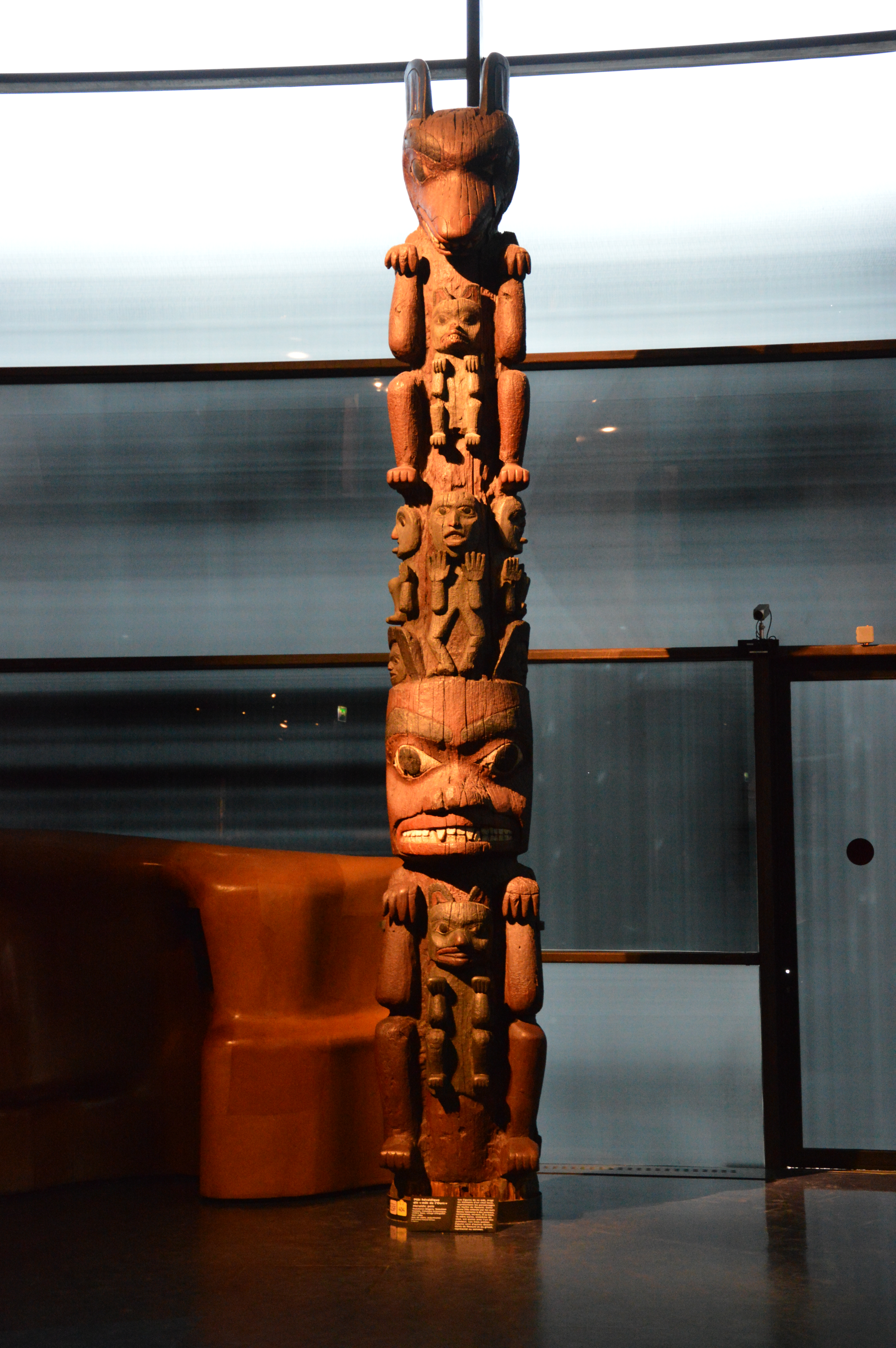
Тотемный столб народа нисгаа в Британской Колумбии (Канада), 1890
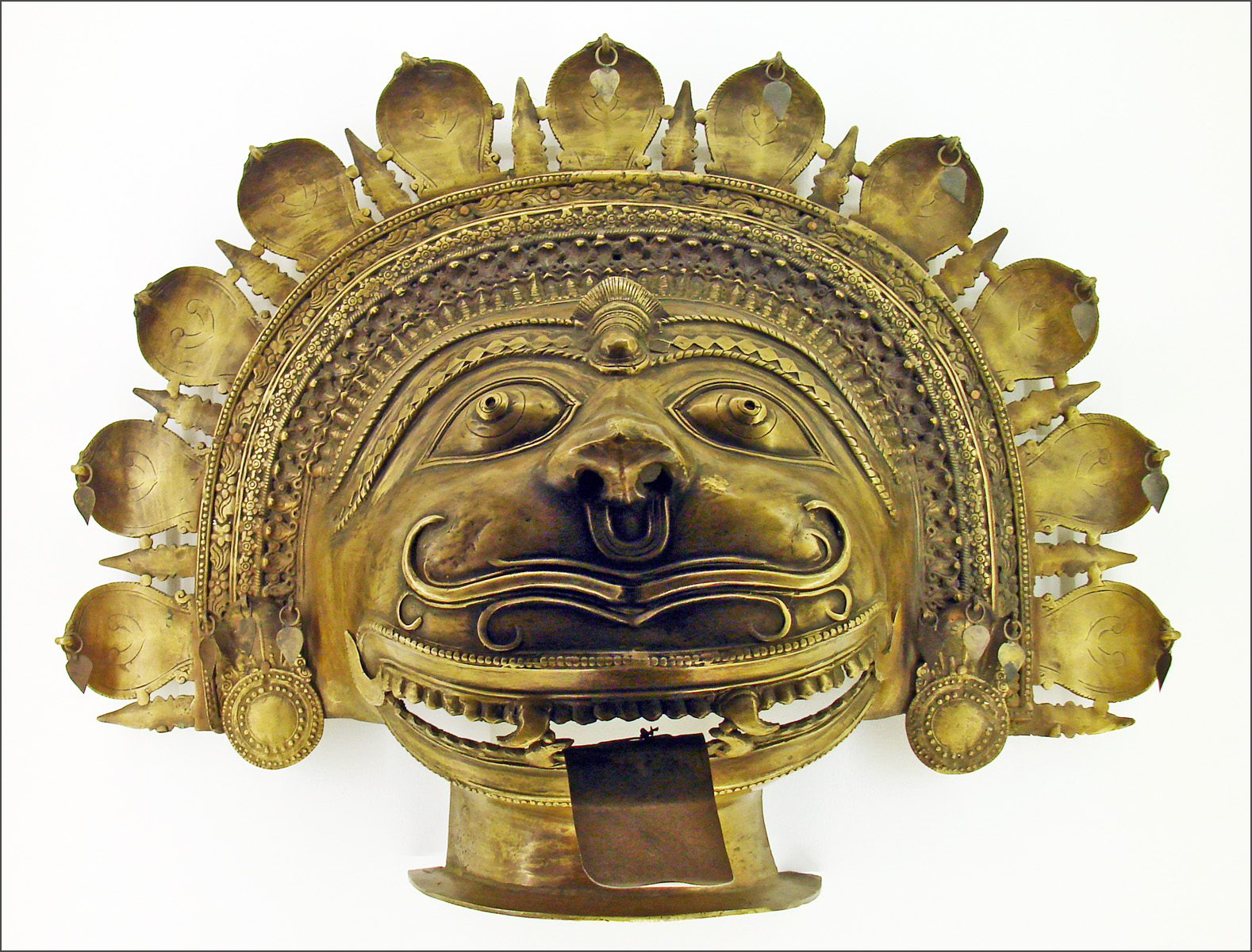
Ритуальная маска из Индии (XX век)
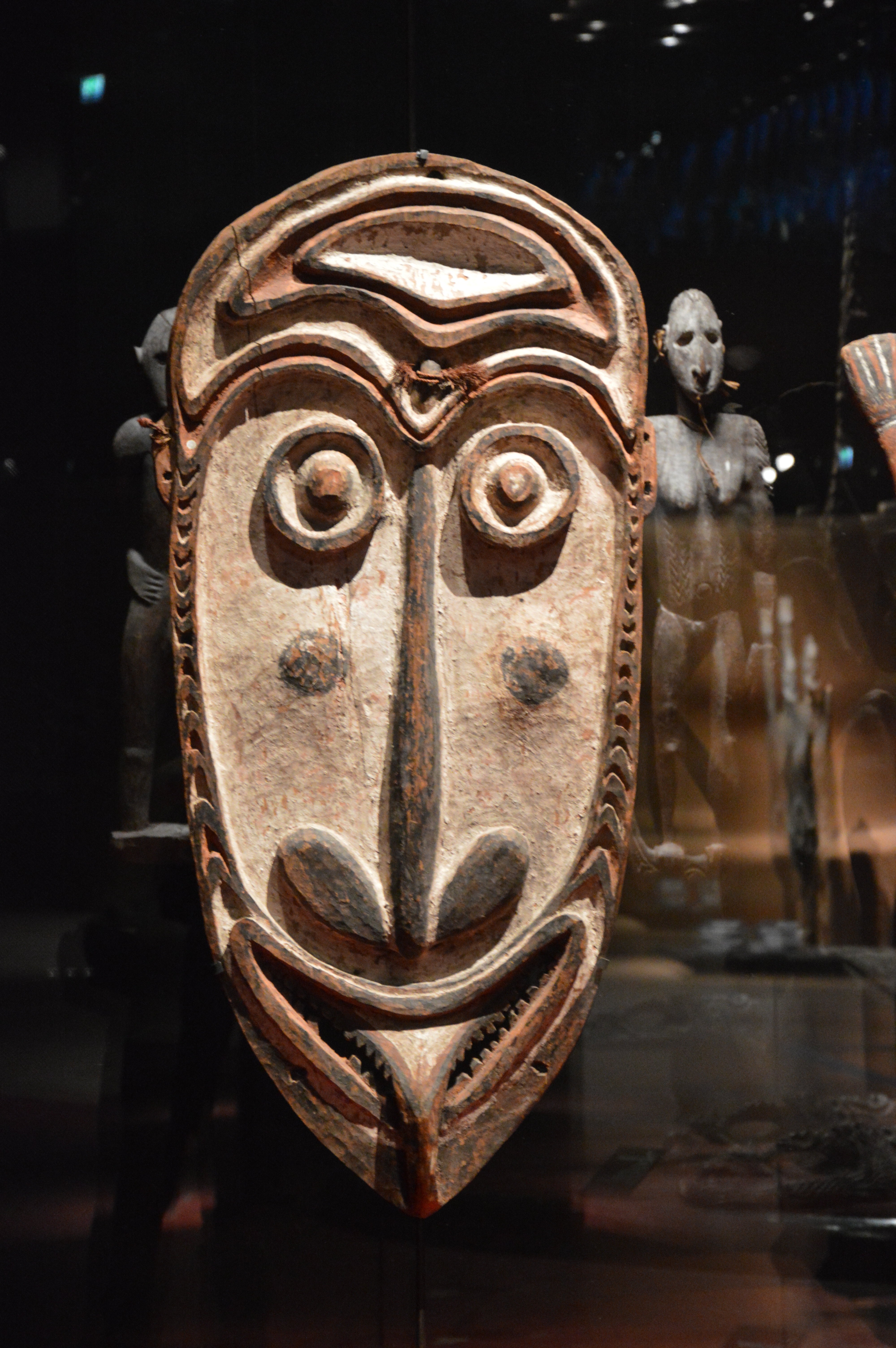
Маска из Папуа-Новой Гвинеи
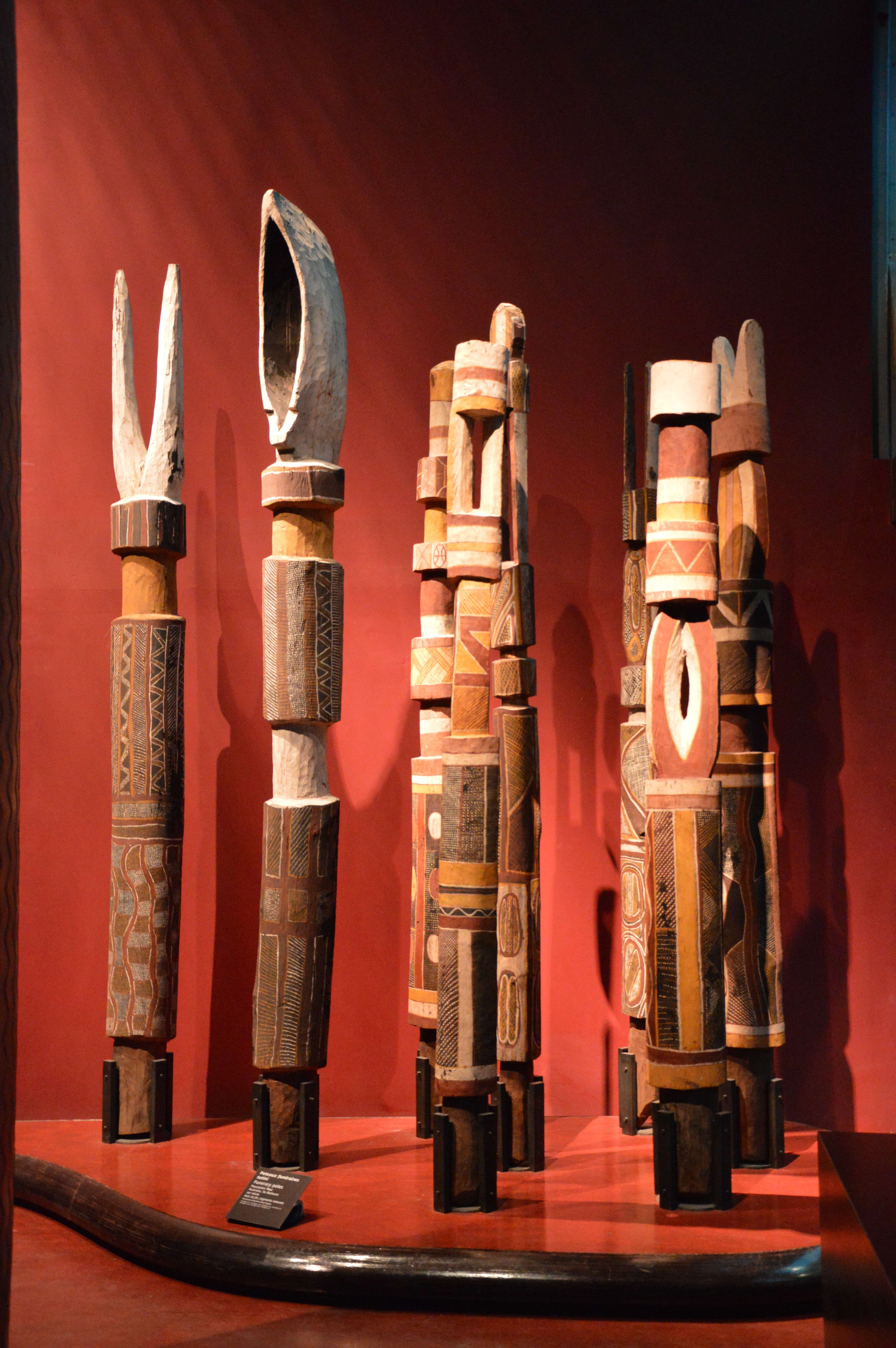
Погребальные столбы из Австралии
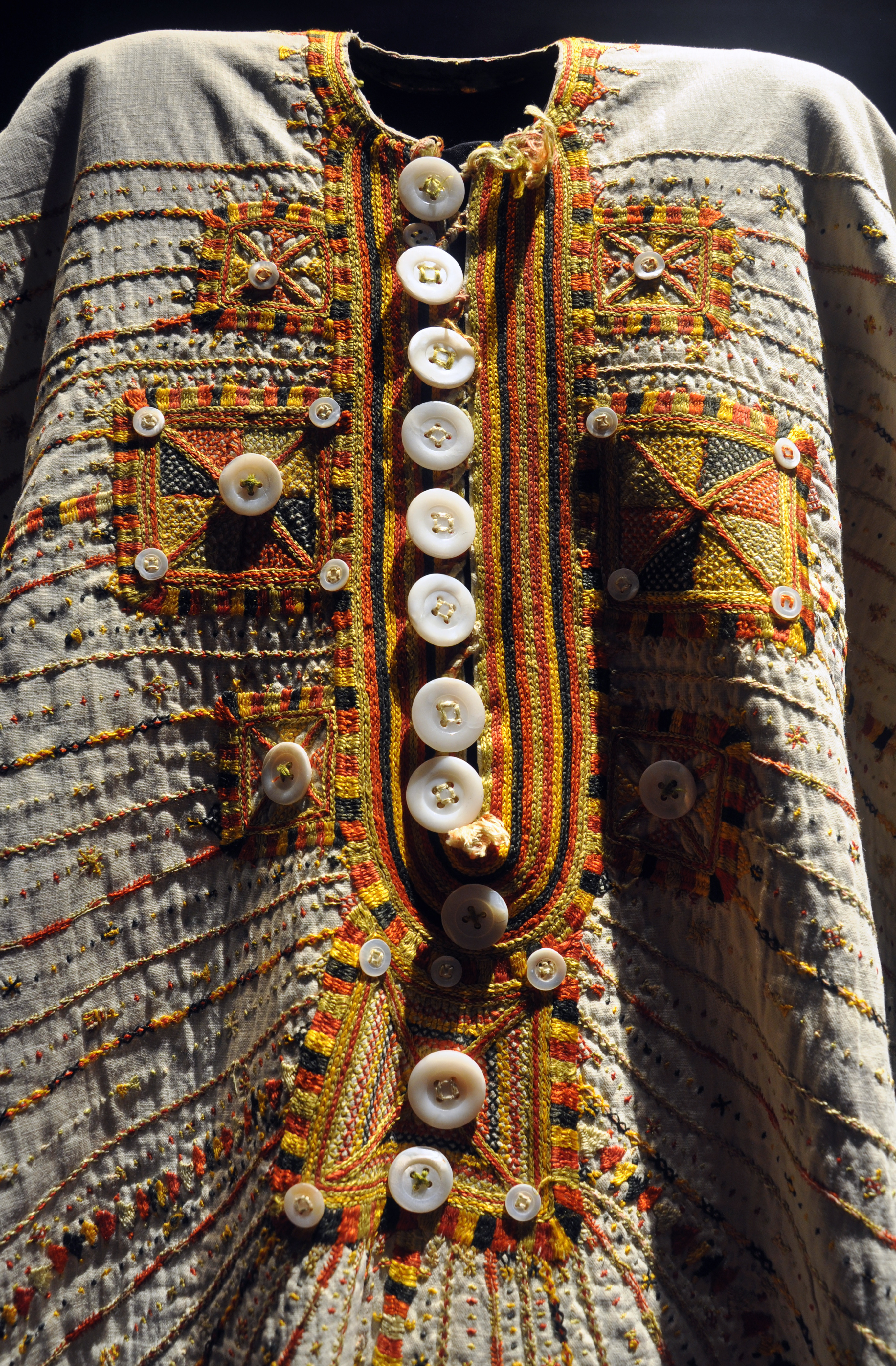
Свадебный наряд берберской невесты (Египет)